# Vaca de l'Albera

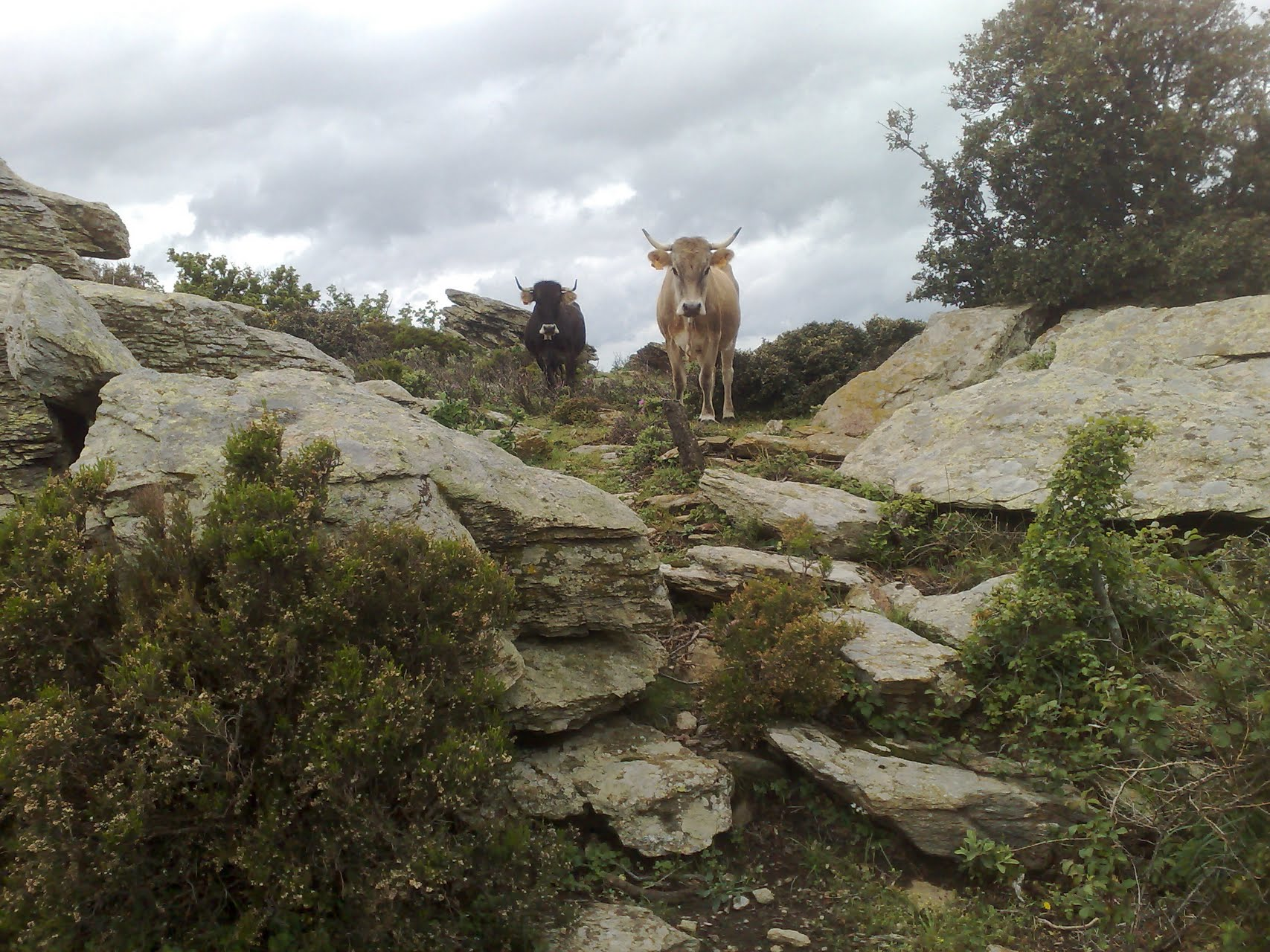
Dues vaques de l'Albera

La vaca de l'Albera o vaca alberesa (també dita vaca fagina i massanesa a la Catalunya del Nord) és una raça de vaques pròpia de l'Albera que ha sobreviscut en temps de semillibertat durant molt de temps. Es creu que la manca d'interferència humana podria haver ocasionat que fossin els exemplars més propers a l'ur, el bòvid del qual descendeixen tots els braus occidentals.

## Història
Les formes de pastoralisme pròpies de l'Albera es veuen ja citades l'any 1148 en un document on s'atorguen els drets de pastura de la casa reial catalana als monjos de Vallbona, el territori dels quals s'estenia pels dos vessants de la serra de l'Albera. Fins a l'any 1868 no es fa esment d'una raça pròpia de vaques a l'Albera, però la seva descripció no es va fer fins a mitjan segle passat.
Aquesta raça, en franca regressió, es troba sobretot al Paratge Natural d'Interès Nacional de l'Albera, situat al nord-est de l'Alt Empordà, formant part dels municipis de La Jonquera, Espolla i Rabós d'Empordà. Els exemplars que resten actualment pertanyen a una única explotació ramadera del terme municipal d'Espolla.

## Descripció de la raça
La vaca de l'Albera viu en quasi total llibertat i basa la seva alimentació en la vegetació dels boscos i prats que té al seu abast, amb especial predilecció pels fruits i brots tendres del faig (per això també s'anomena fagina), i en certs moments de l'any es fa una aportació d'aliment suplementari. N'hi ha dues varietats, l'anomenada fagina i la negra, i entre les dues no arriben actualment a 400 individus, encara que predominen més els animals fagins que no pas els negres.
És una raça forta i resistent, d'aptitud càrnia no gaire rellevant, molt ben adaptada al fred de l'hivern, àgil i de petita estatura, que li permet de desplaçar-se per terrenys molt accidentats. Aquesta adaptació permet que sigui útil en neteja de boscos i prevenció d'incendis.
El cap té un aspecte massís i allargat, els ulls són prominents i la regió facial és allargada. El morro acostuma a ser pigmentat en negre o orlat en clar. Les banyes són majoritàriament en mitja lluna o en ganxo curt, de mida discreta, blanques amb puntes negres i generalment serrades en els adults. El coll és llarg i aplanat.
El tronc és aplanat, estret i profund, amb la creu destacada i partida. El dors i el llom són escassament musculats i amb tendència a l'ensellat. El ventre és voluminós i la gropa presenta un perfil horitzontal. El borló de la cua és abundant. El sistema mamari és rudimentari, recobert de pèl fi i llarg.
Les extremitats són fortes, amb articulacions ben definides. El pèl és abundant, amb gran varietat cromàtica, des del negre al ros, amb descoloriment gradual de les zones inferiors del tronc, del llistó, orelles, base cranial i serrell. La producció de vedells és molt pobra, ja que pareix una cria cada dos anys, a la muntanya, sense presència del pastor.

## Necessitats de la vaca de l'Albera
Les condicions i infraestructures necessàries per poder instal·lar la vaca a una finca són: disponibilitat d'aigua (1 punt d'aigua cada 10 - 40 ha); menjar per a l'hivern; un tancat per evitar que la vaca se'n vagi i poder regular la zona que volem que pasturi; cobert per a situar les vaques malaltes; determinació de la càrrega ramadera que pot absorbir l'heretat i mànega de maneig per a fer el sanejament i controls.
A nivell de càrrega ramadera es donen diversos valors: Càrrega ramadera per a optar als ajuts de Foment de Pasturatge a Sotabosc en Perímetres de protecció prioritària CR = 0,2 - 1,4 UBM/ha; Càrrega ramadera segons FOC Verd II: Programa de gestió del risc d'incendi forestal (Jordi Peix i Masip) CR = 0,34 UBM/ha. Amb les càrregues ramaderes anteriors s'aconseguiria desbrossar el bosc, però si el que es busca és que les vaques siguin autosuficients en la finca, s'haurà d'anar a densitats més baixes, de l'ordre d'una vaca cada 8 o 10 ha.

## Situació actual de la raça
El cens actual d'animals de la raça supera lleugerament els 400, entre exemplars joves i adults; per tant, es tracta d'una raça que cal conservar i fomentar per la seva importància en el manteniment del patrimoni genètic de Catalunya.
Actualment, totes les vaques es concentren a la Finca Baussitges. En aquests moments, s'han constituït dues associacions: l'Associació Baussitges Vaca de l'Albera i l'Associació de Ramaders de la Vaca de l'Albera, amb l'objectiu d'augmentar el nombre d'explotacions per tal de repartir les vaques de l'Albera de la finca Baussitges per diverses heretats.
Per a evitar la pèrdua de drets, s'ha creat l'Associació Baussitges Vaca de l'Albera, que cedirà els llibres i els drets als diversos ramaders. A la vegada, aquests nous titulars són els que formen part de l'Associació de Ramaders de la Vaca de l'Albera.

## Característiques
- Articulacions molt definides.
- Extremitats fortes.
- Pèl abundant amb molta variació de color.
- Només crien un vedell cada dos anys.
- Coll llarg i aplanat.
- Banyes en forma de ganxo curt o de mitja lluna.
- Alçada baixa.
- Llom poc musculat.
- Sistema mamari recobert de pèl.